# Plano urbano

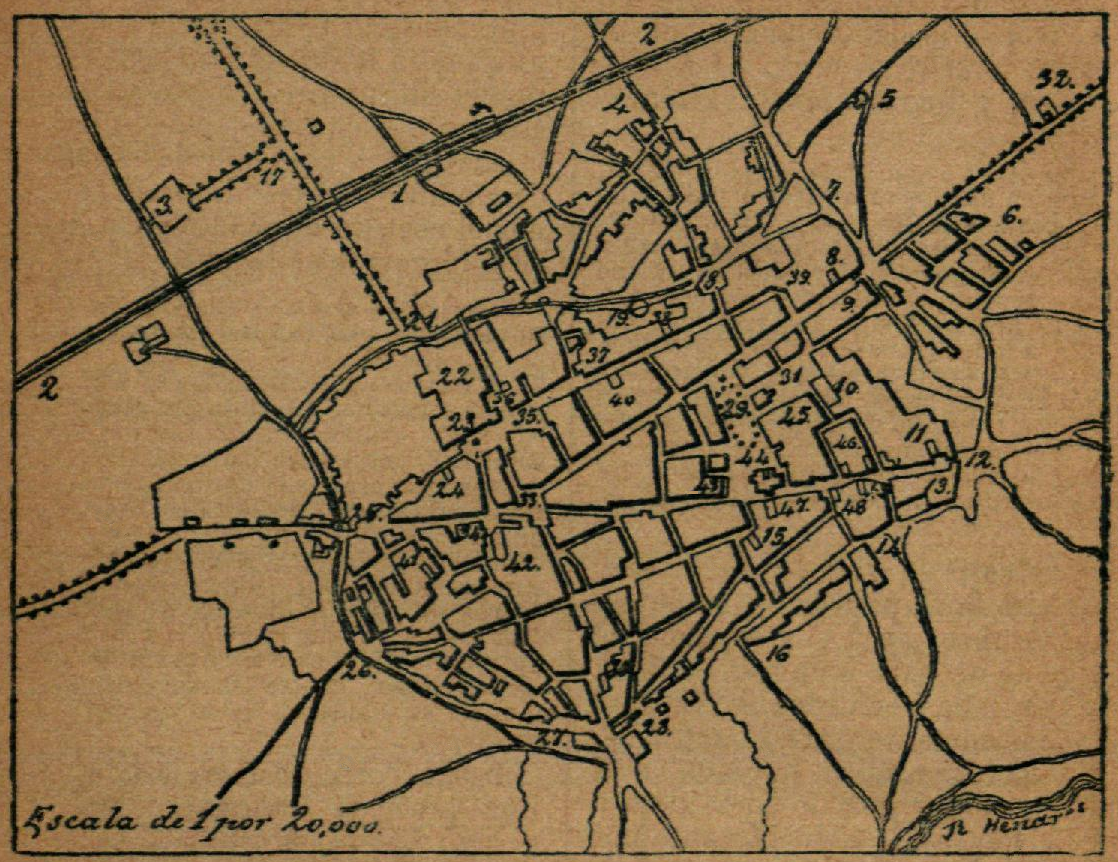
Plano urbano de Alcalá de Henares en 1887.

Un plano urbano es  la representación a escala de una población en dos dimensiones, que muestra la estructura vial, edificios importantes, infraestructuras asistenciales, de transporte, turísticos y de interés general. La escala puede oscilar entre 1:500 para los núcleos más pequeños y 1:10.000 para los mayores.
El plano urbano que ofrece información detallada de la organización de calles con sus nombres, numeración, transportes, edificios principales y otras informaciones útiles, se denomina plano callejero o plano guía.

## Historia

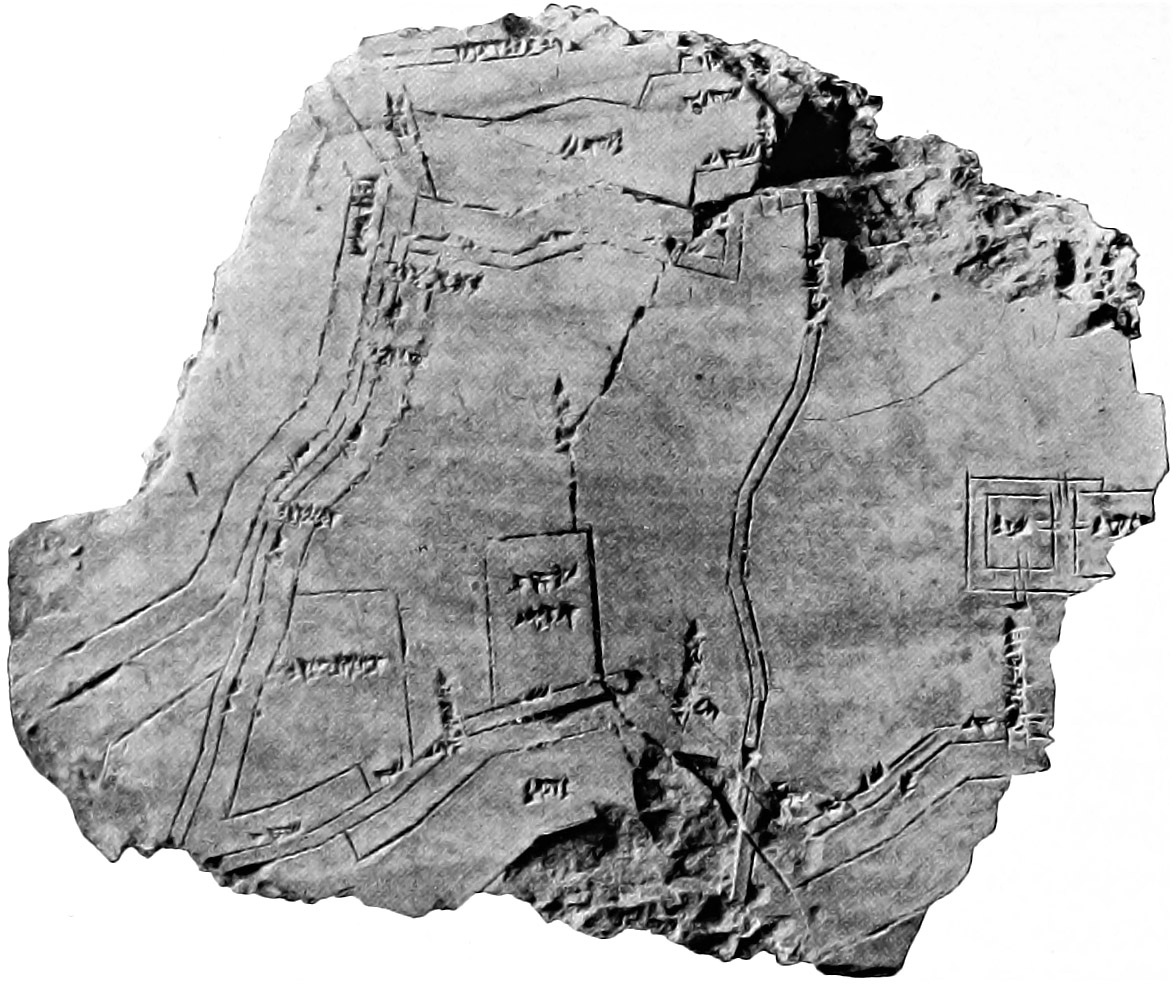
Tablilla de arcilla con un plano de la ciudad babilónica de Nippur (ca. 1400 a. C.)

### Antiguo Cercano Oriente
Ya en la época del Antiguo Oriente Próximo se fabricaban tablillas de arcilla con representaciones gráficas de ciudades a escala. Las excavaciones en la ciudad sumeria de Nippur sacaron a la luz un fragmento de un plano de la ciudad de unos 3.500 años de antigüedad, que a veces se considera el mapa urbano más antiguo que se conoce. La tablilla de arcilla representa el templo de Enlil, un parque de la ciudad, la muralla de la ciudad con sus puertas, junto con un canal y el río Éufrates. Los objetos individuales de este mapa ya estaban etiquetados, en sumerio cuneiforme.

### Alta Edad Media

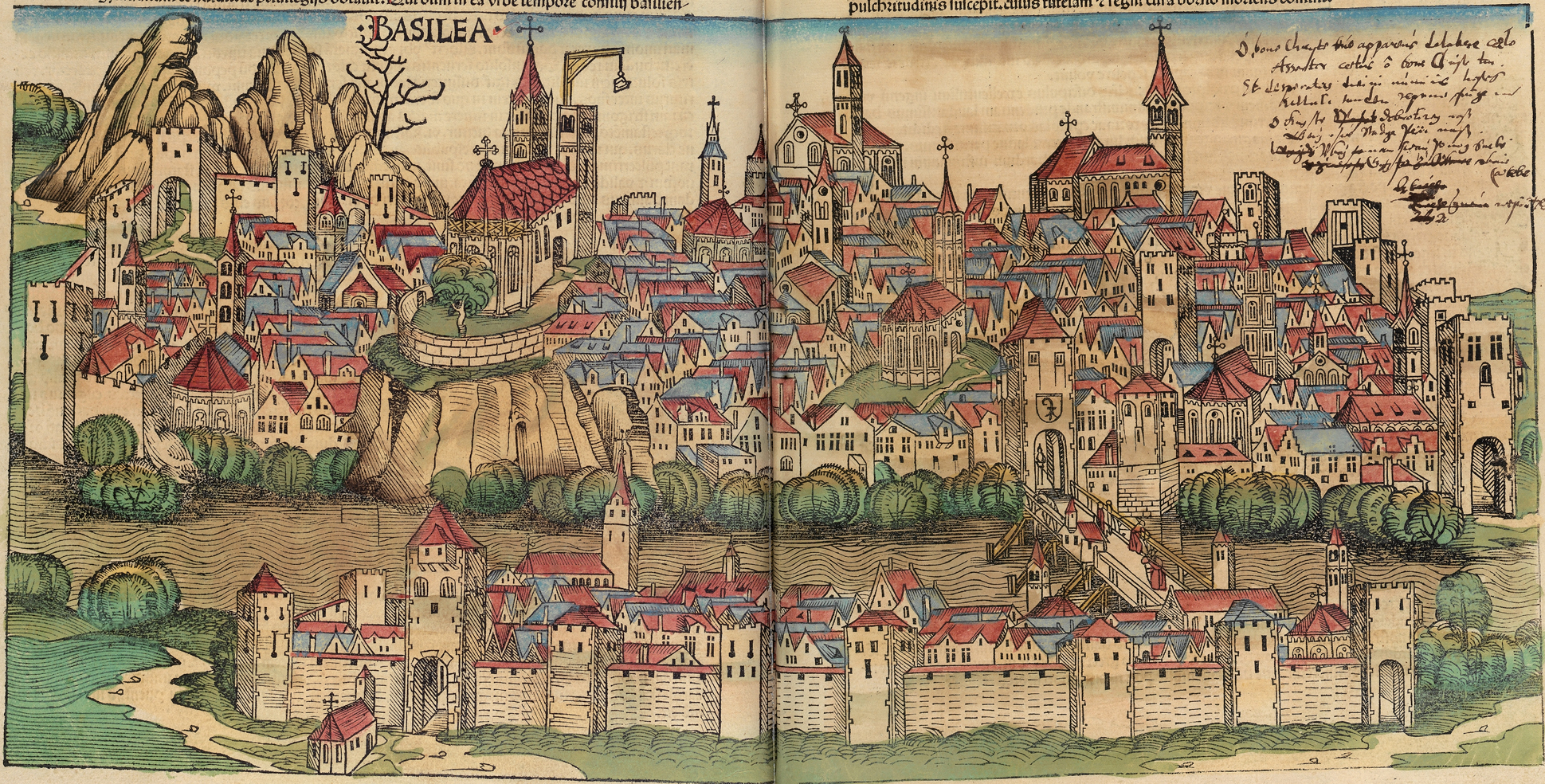
Vista de Basilea, Suiza, hacia 1490, extraída de la Crónica de Núremberg.

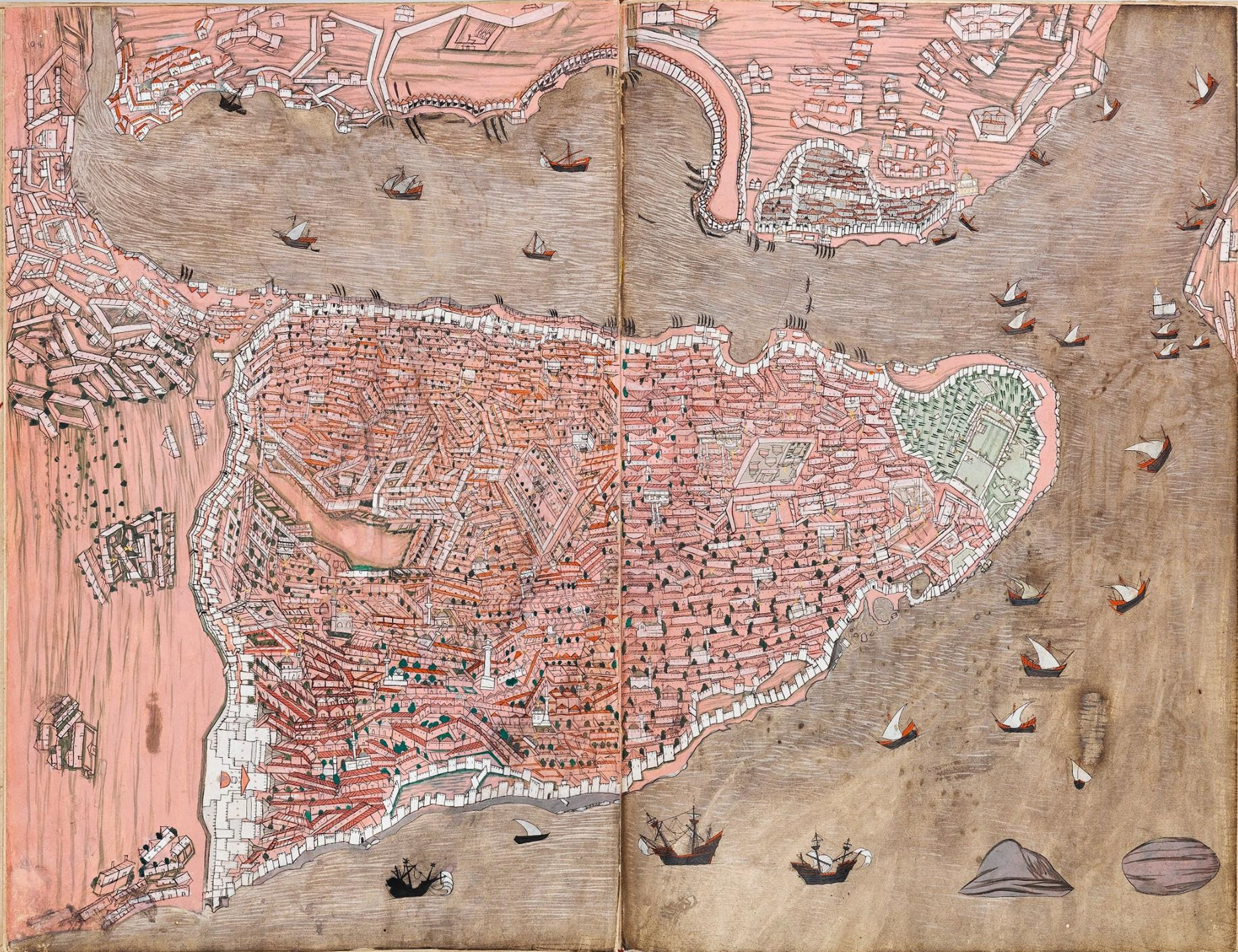
Plano de Estambul, Hunername-I (1523)

En los manuscritos y los primeros libros impresos de la Baja Edad Media, las ciudades se muestran a menudo de perfil, o vistas desde un punto de vista elevado. Las cartas náuticas de la época muestran a veces paisajes urbanos parcialmente estilizados, dibujados en forma de pictogramas, como en el Liber insularum archipelagi (Libro de las islas) de Cristoforo Buondelmonti, del año 1422.
La Crónica de Núremberg, que apareció por primera vez en 1493, es una de las colecciones más importantes de vistas de ciudades de la Baja Edad Media, con más de 100 ilustraciones de este tipo. Sin embargo, panoramas como éste, o el del Cuaderno de viaje de Bernhard von Breydenbach, de 1483, tenían funciones más narrativas o representativas.
En estas obras se ilustran las condiciones locales y las características relevantes -como los puertos, los magníficos edificios, las murallas, etc. - como telón de fondo para destacar las descripciones históricas o los beneficios económicos de la ciudad. Por otro lado, se ponía menos énfasis en la precisión: en la Crónica de Núremberg, sólo una cuarta parte de las vistas de la ciudad representaban el aspecto real de la ciudad objeto de la obra, y algunas imágenes individuales se utilizaban incluso simultáneamente para representar varias ciudades diferentes.

### Renacimiento

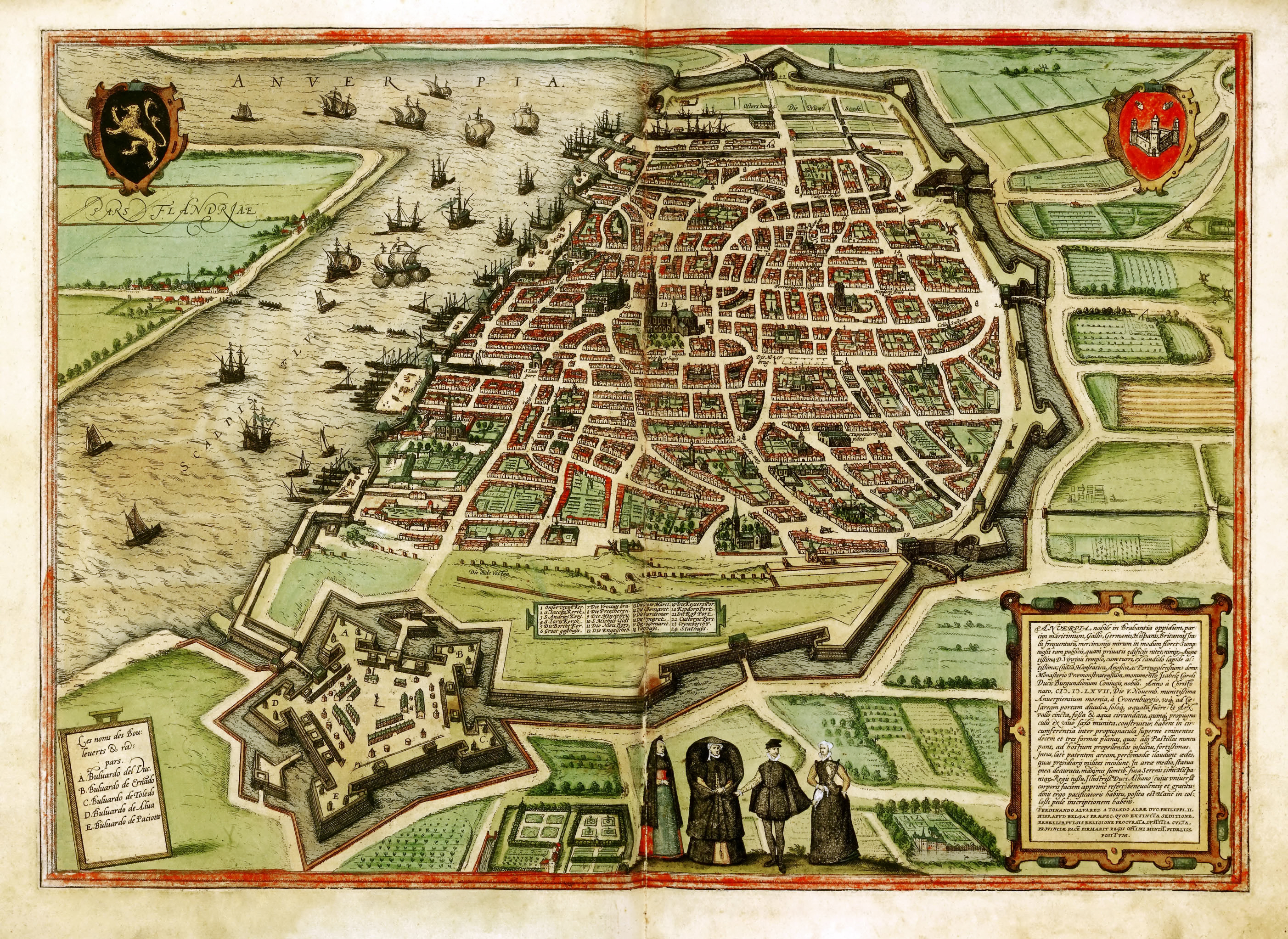
Plano de Amberes (grabado), hacia 1572, por Georg Braun y Frans Hogenberg.

En el siglo XVI, los artistas y eruditos del Renacimiento tenían amplios conocimientos sobre perspectivas y proyecciones matemáticas. Este conocimiento también afectó al trabajo de los cartógrafos y a la producción de paisajes urbanos (especialmente en Italia). Una de las principales innovaciones fue que la ciudad ya no se representaba simplemente desde una perspectiva imaginaria o real, sino que se dibujaba inicialmente como un plano bidimensional y luego, mediante un proceso de dibujo en perspectiva preciso, se transformaba en una imagen tridimensional. Un primer ejemplo de una obra geométricamente exacta y muy detallada de este tipo es el plano de Venecia creado por Jacopo de' Barbari hacia 1500.
Mientras que las ilustraciones de la Baja Edad Media suelen ser simples xilografías de pequeño formato, un proceso cada vez más común a partir de 1500 fue la creación de grabados a partir de enormes xilografías y bloques de madera. El plano de Venecia de Jacopo de' Barbari alcanzaba ya un tamaño de 139 centímetros (55 in) x 282 centímetros (111 in), y constaba de seis paneles individuales. A partir de mediados del siglo XVI, el procedimiento de la plancha de cobre, originario de Amberes, empezó a competir con la xilografía y permitió realizar ilustraciones mucho más refinadas y detalladas.

### Atlas de bolsillo delsigloXIX
Uno de los primeros atlas de bolsillo de ciudades, y el primer atlas de bolsillo de Londres, fue el "Collins' Illustrated Atlas of London", publicado en 1854 y dibujado y grabado por Richard Jarman.